# 瘠我慢の説
「瘠我慢の説」（やせがまんのせつ）は、福澤諭吉の著書のひとつ。
1891年（明治24年）11月27日に脱稿され、1901年（明治34年）1月1日の『時事新報』紙上に掲載された。さらに、1901年（明治34年）5月に『丁丑公論』と一緒に一冊の本に合本されて時事新報社から出版された。
なお、石河幹明が序文を記し、掲載の経緯を説明している。また付録として、1901年（明治34年）2月に福澤が勝海舟と榎本武揚に送った書簡と両名の答書および、石河幹明の「瘠我慢の説に對する評論に就て」と木村芥舟の「福澤先生を憶ふ」が掲載されている。

## 内容
以下、原文の引用を含む。
冒頭で「立国は私なり、公にあらざるなり」と述べて、国家は必要悪であって忠君愛国の情は私情にすぎないと続ける（以上から福沢諭吉は古典的自由主義に影響されているといえよう）。しかしながら、現在の時点では国家は必要であって、たとえ小国であっても忠君愛国の情を持つことは「瘠我慢」として認める。
そして、勝海舟は講和論者であって、江戸城を開城し、内乱を避けた功績は認めるにしても、幕府に対する「瘠我慢」の情がなかったと非難する。さらに、王政維新での戊辰戦争に際し、徳川家が薩長に降参して自ら解体するに至ったことは、「立国の要素たる瘠我慢の士風を傷（）うたるの責は免かるべからず」と述べて、維新の時に「瘠我慢」が損なわれたことを非難する。
また、榎本武揚も「飽くまでも徳川の政府を維持せんとして力を尽し、政府の軍艦数艘を率いて箱館に脱走し、西軍に抗して奮戦したれども、ついに窮して降参したる者なり」、つまり「一旦は幕府を維持するために戦ったにもかかわらず、最期には降参してしまった」ため、降参した後に東京に護送されて、新政府に協力したことは感服することではあるものの、やはり「瘠我慢」の情がなかったと非難する。

## 特徴
- 本書の特徴は、勝海舟と榎本武揚に対する個人攻撃であるところにある。石河の序文によると、もともと公にする予定はなく、親しい人々の間でのみ写本が渡されていたが、写本が流出したため、石河の要望により『時事新報』紙上に掲載されることになった。

- 福澤諭吉は本書の公表前に、草稿を勝海舟と榎本武揚に送り、意見を求めている。それに対して勝海舟は「自分は古今一世の人物でなく、皆に批評されるほどのものでもないが、先年の我が行為にいろいろ御議論していただき忝ない」として、「行蔵は我に存す、毀誉は他人の主張、我に与らず我に関せずと存候（世に出るも出ないも自分がすること、それを誉める貶すは他人がすること、自分はあずかり知らぬことと考えています）」と返答した。

- 他方、榎本武揚は当時外務大臣に就いていたが、「多忙につき、そのうち返答する」という返事を出した。痩我慢の説は上述の通り1901年（明治34年）1月に世間に公表されたが、同年2月に福澤が死去し、榎本は返答しないまま終わった[2]。

- なお、福澤諭吉の友人であり、戊辰戦争にて榎本と行動を共にした大鳥圭介は、個人攻撃の対象とならなかった。

### 他の刊行文献
- 坂本多加雄編『福澤諭吉著作集 第9巻　丁丑公論　瘠我慢の説』慶應義塾大学出版会、2002年 - 全16編を収録
- 坂本多加雄解説『学問のすすめ ほか』中公クラシックス、2002年 - 他に 学問の独立・丁丑公論・瘠我慢の説 を収録
- 山本博文訳・解説『現代語訳 福澤諭吉 幕末・維新論集』ちくま新書、2012年 - 「旧藩情」「瘠我慢の説」「明治十年丁丑公論」「士人処世論」を現代語訳
- 萩原延壽・藤田省三『瘠我慢の精神　福沢諭吉「丁丑公論」「瘠我慢の説」を読む』朝日文庫、2008年 - 解説宮村治雄、後半に原文